# إريك جاريس
اريك جاريس (بالإنجليزية: Eric Garris)‏ هو صحفي ومدير موقع أمريكي، ولد في 1 ديسمبر 1953 في باريس في فرنسا.

## خلفية
وُلد غاريس في باريس، فرنسا ونشأ في جنوب كاليفورنيا منذ سن الثانية. أصبح نشطًا سياسيًا في سن مبكرة، مُنظمًا المسيرات ومُوزعًا المنشورات في مدرسته الثانوية في لوس أنجلوس ومقاومًا بنشاط حرب فيتنام وتجنيدها. وكونه ابنًا لأبوين من الحزب الشيوعي، سار غاريس في مظاهرات الحقوق المدنية في سن الثامنة، طُرد من المدرسة الثانوية بسبب تحريضه على أعمال شغب في سن السادسة عشرة، وأصبح مقاومًا لتجنيد حرب فيتنام عندما كان بالغًا. اعتبر نفسه يساريًا لمعظم سنواته المبكرة، لكن هذا الموقف السياسي تغيّر عندما بلغ العشرين من عمره.
أثناء إقامته في فينيسا، كاليفورنيا في ستينيات القرن العشرين، أصبح غاريس ناشطًا في حزب السلام والحرية، حيث كان عضو اللجنة الوطنية وشغل منصب نائب الرئيس قبل تشكيله فصيلًا متحررًا داخل الحزب في عام 1973. في عام 1975، ترك حزب السلام والحرية ليصبح ناشطًا في الحزب الليبرتاري، وفي نهاية المطاف شارك في تأسيس التجمع الراديكالي الليبرتاري مع جاستن رايموندو. في ثمانينيات القرن العشرين، ترك غاريس ورايموندو الحزب الليبرتاري للانخراط بالحزب الجمهوري. شكلوا اللجنة التنظيمية الجمهورية الليبرتارية (إل آر أو سي) ودعموا بات بيوكانان في حملته الرئاسية عام 1992.

## فلسفة
يستشهد غاريس بموقفه المناهض للحرب باعتباره الشيء الثابت الوحيد خلال تطور وجهة نظره السياسية وقال إن كونه مناهضًا للحرب دفعه إلى الليبرتارية. تنعكس وجهة نظره القائلة إن الحرب هي أكبر منتهك لحقوق الإنسان والملكية في رسالة موقعه Antiwar.com لقيادة قضية عدم التدخل في الولايات المتحدة وخارجها.

## معارضة مبادرة بريغز
بصفته ليبرتاريًا مناصرًا لحقوق المثليين، كان غاريس ناشطًا في معارضة وهزيمة مبادرة بريغز عام 1978، التي وضعها سيناتور الولاية جون في. بريغز، آر فوليرتون. كونه وزيرًا للكنيسة الليبرتارية الحرة العالمية، كان من المقرر أن يُناظر غاريس السناتور بريغز في جامعة ولاية كاليفورنيا، فوليرتون (سي إس يو إف) في 26 أكتوبر 1978. قبل ساعات من المناظرة، التي رعتها جمعية الحياة الليبرتارية، فشل بريغز في الحضور واستُبدل بالبروفيسور جورج كِنت. صرّح مساعد بريغز، دون سيزيمور، في وقت لاحق أن السيناتور تلقى عدة تهديدات بالقتل قبل المناظرة مباشرة. كان غاريس أحد المدعين الأربعة الذين أقاموا خرقًا للعقوبة ضد بريغز، وقوضي من قبل ديفيد بيرغلاند وكيل نيوبورت بيتش.

## نشاط الإنترنت
في وقت مبكر، رأى غاريس قدرة الإنترنت على تعزيز معتقداته السياسية. في عام 1995، أسس موقع Antiwar.com ردًا على تدخل إدارة كلينتون في الحرب الأهلية في البوسنة. يجمع موقع Antiwar.com المُؤسَّس بناءً على فكرة راندولف بورن «الحرب هي صحة الدولة»، روابط أخبار السياسة الخارجية من مجموعة متنوعة من وجهات النظر لإطلاع الشعب الأمريكي والعالم على الخطط الخارجية للحكومة الأمريكية ويعمل أيضًا كأداة بحث لـ «سيتزن اكسبيرتس».
في عام 1999، أصبح غاريس مدير الموقع الإلكتروني LewRockwell.com، المجلة الإلكترونية للمعلق السياسي الليبرتاري ليو روكويل. وكان أيضًا مدير الموقع الإلكتروني لـ بالوت اكسيس نيوز ، وهو موقع إخباري منشور من قبل الناشط ريتشارد وينجر، يرفع الوعي بالقوانين المحددة لحق الوصول إلى مراكز الاقتراع.